# Liste der Mitglieder des Wirtschaftsrates des Vereinigten Wirtschaftsgebietes
Die Liste gibt einen Überblick über alle Mitglieder des Wirtschaftsrates des Vereinigten Wirtschaftsgebietes (1947–1949).

## Abgeordnete des Ersten Wirtschaftsrats
| Mitglied des Wirtschaftsrates | geb. | Partei  | Bundesland          | Bemerkungen                         |
| ----------------------------- | ---- | ------- | ------------------- | ----------------------------------- |
| Viktor Agartz                 | 1897 | SPD     | Nordrhein-Westfalen |                                     |
| Valentin Baur                 | 1891 | SPD     | Bayern              |                                     |
| Kurt Baurichter               | 1902 | SPD     | Nordrhein-Westfalen | ausgeschieden am 25. November 1947  |
| Ludwig Becker                 | 1893 | KPD     | Nordrhein-Westfalen |                                     |
| Georg Berger                  | 1897 | SPD     | Nordrhein-Westfalen |                                     |
| Theodor Blank                 | 1905 | CDU     | Nordrhein-Westfalen |                                     |
| Franz Blücher                 | 1896 | FDP     | Nordrhein-Westfalen |                                     |
| Wolfgang Bode                 | 1887 | DP      | Niedersachsen       |                                     |
| Everhard Bungartz             | 1900 | FDP     | Bayern              |                                     |
| Arnold Burghartz              | 1886 | Zentrum | Nordrhein-Westfalen | eingetreten am 21. November 1947    |
| Fritz Cahn-Garnier            | 1889 | SPD     | Württemberg-Baden   | eingetreten am 21. November 1947    |
| Gustav Dahrendorf             | 1901 | SPD     | Hamburg             |                                     |
| August-Martin Euler           | 1908 | FDP     | Hessen              |                                     |
| Ludwig Ficker                 | 1904 | KPD     | Bayern              | verstorben am 10. Dezember 1947     |
| Fritz Flörl                   | 1883 | CSU     | Bayern              |                                     |
| Kurt Wilhelm Fromm            | 1888 | CSU     | Bayern              |                                     |
| Alex Haffner                  | 1883 | CDU     | Württemberg-Baden   |                                     |
| Günther Henle                 | 1899 | CDU     | Nordrhein-Westfalen |                                     |
| Hermann Herberts              | 1900 | SPD     | Nordrhein-Westfalen |                                     |
| Andreas Hermes                | 1878 | CDU     | Nordrhein-Westfalen |                                     |
| Franz Hewusch                 | 1912 | SPD     | Niedersachsen       |                                     |
| Friedrich Holzapfel           | 1900 | CDU     | Nordrhein-Westfalen |                                     |
| Peter Horn                    | 1891 | CDU     | Hessen              |                                     |
| Hugo Karpf                    | 1895 | CSU     | Bayern              |                                     |
| Theophil Heinrich Kaufmann    | 1888 | CDU     | Württemberg-Baden   |                                     |
| Max Detlef Ketels             | 1889 | CDU     | Hamburg             |                                     |
| Wilhelm Kiesel                | 1893 | SPD     | Niedersachsen       |                                     |
| Erich Köhler                  | 1892 | CDU     | Hessen              |                                     |
| Heinz Köring                  |      | CDU     | Schleswig-Holstein  | ausgeschieden am 23. Juli 1947      |
| Alfred Krämer                 | 1880 | FDP     | Württemberg-Baden   |                                     |
| Gerhard Kreyssig              | 1899 | SPD     | Bayern              |                                     |
| Herbert Kriedemann            | 1903 | SPD     | Niedersachsen       |                                     |
| Christian Kuhlemann           | 1891 | DP      | Niedersachsen       |                                     |
| Alfons Loibl                  | 1882 | CSU     | Bayern              |                                     |
| Willi Lücker                  | 1892 | SPD     | Niedersachsen       |                                     |
| Heinz Meyer                   | 1897 | SPD     | Bremen              | eingetreten am 18. Dezember 1947    |
| Wilhelm Naegel                | 1904 | CDU     | Niedersachsen       |                                     |
| Erich Potthoff                | 1914 | SPD     | Nordrhein-Westfalen | ausgeschieden am 23. Februar 1948   |
| Karl Quilling                 | 1896 | WAV     | Bayern              |                                     |
| Max Reimann                   | 1898 | KPD     | Nordrhein-Westfalen |                                     |
| Georg Reuter                  | 1902 | SPD     | Bayern              |                                     |
| Willi Richter                 | 1894 | SPD     | Hessen              |                                     |
| Peter Schlack                 | 1875 | CDU     | Nordrhein-Westfalen |                                     |
| Erwin Schoettle               | 1899 | SPD     | Württemberg-Baden   |                                     |
| Oskar Schulze                 | 1890 | SPD     | Bremen              | ausgeschieden am 18. Dezember 1947  |
| Otto Seeling                  | 1891 | CSU     | Bayern              |                                     |
| Johannes Semler               | 1898 | CSU     | Bayern              | ausgeschieden am 25. Juli 1947      |
| Fritz Sperling                | 1911 | KPD     | Bayern              | eingetreten am 21. Januar 1948      |
| Carl Spiecker                 | 1888 | Zentrum | Nordrhein-Westfalen | ausgeschieden am 10. September 1947 |
| Anton Storch                  | 1892 | CDU     | Niedersachsen       |                                     |
| Fritz Stricker                | 1897 | Zentrum | Nordrhein-Westfalen |                                     |
| Heinrich Strunk               | 1883 | CDU     | Nordrhein-Westfalen |                                     |
| Detlef Struve                 | 1903 | CDU     | Schleswig-Holstein  |                                     |
| Hermann Veit                  | 1897 | SPD     | Württemberg-Baden   | ausgeschieden am 7. August 1947     |
| Otto Voß                      | 1902 | SPD     | Schleswig-Holstein  |                                     |
| Otto Weinkamm                 | 1902 | CSU     | Bayern              | eingetreten am 29. September 1947   |
| Robert Wohlers                | 1889 | SPD     | Schleswig-Holstein  |                                     |
| Georg-August Zinn             | 1901 | SPD     | Hessen              | ausgeschieden am 7. August 1947     |

## Abgeordnete des Zweiten Wirtschaftsrats
| Mitglied des Wirtschaftsrates | geb. | Partei  | Bundesland          | Bemerkungen                                                                     |
| ----------------------------- | ---- | ------- | ------------------- | ------------------------------------------------------------------------------- |
| Viktor Agartz                 | 1897 | SPD     | Nordrhein-Westfalen | ausgeschieden am 5. Mai 1948                                                    |
| Erich F. W. Altwein           | 1906 | SPD     | Hessen              |                                                                                 |
| Adolf Arndt                   | 1904 | SPD     | Hessen              |                                                                                 |
| Walter Ballof                 | 1893 | SPD     | Bremen              |                                                                                 |
| Georg Baur                    | 1895 | CDU     | Württemberg-Baden   |                                                                                 |
| Valentin Baur                 | 1891 | SPD     | Bayern              |                                                                                 |
| Ludwig Becker                 | 1893 | KPD     | Nordrhein-Westfalen | ausgeschieden am 14. Juli 1948                                                  |
| Georg Berger                  | 1897 | SPD     | Nordrhein-Westfalen |                                                                                 |
| Theodor Blank                 | 1905 | CDU     | Nordrhein-Westfalen |                                                                                 |
| Paul Bleiß                    | 1904 | SPD     | Nordrhein-Westfalen |                                                                                 |
| Franz Blücher                 | 1896 | FDP     | Nordrhein-Westfalen |                                                                                 |
| Wolfgang Bode                 | 1887 | DP      | Niedersachsen       | ausgeschieden am 16. Februar 1949                                               |
| Georg-Wilhelm Boysen          | 1896 | CDU     | Schleswig-Holstein  | eingetreten am 10. November 1948                                                |
| Josef Braun                   | 1889 | CDU     | Württemberg-Baden   |                                                                                 |
| Wilhelm Brese                 | 1896 | CDU     | Niedersachsen       |                                                                                 |
| Gerd Bucerius                 | 1906 | CDU     | Hamburg             | eingetreten am 21. April 1948                                                   |
| Everhard Bungartz             | 1900 | FDP     | Bayern              |                                                                                 |
| Arnold Burghartz              | 1886 | Zentrum | Nordrhein-Westfalen | ab 9. Februar 1949 CDU                                                          |
| Wolfgang Butz                 | 1903 | CSU     | Bayern              | eingetreten am 17. August 1948                                                  |
| Fritz Cahn-Garnier            | 1889 | SPD     | Württemberg-Baden   | verstorben am 8. Juni 1949                                                      |
| Carl von Campe                | 1894 | DP      | Niedersachsen       |                                                                                 |
| Johann Cramer                 | 1905 | SPD     | Niedersachsen       |                                                                                 |
| Gustav Dahrendorf             | 1901 | SPD     | Hamburg             |                                                                                 |
| Robert Daum                   | 1889 | SPD     | Nordrhein-Westfalen |                                                                                 |
| Fritz Dengler                 | 1901 | CSU     | Bayern              |                                                                                 |
| Willi Eichler                 | 1896 | SPD     | Nordrhein-Westfalen |                                                                                 |
| Franz-Michael Elsen           | 1906 | CSU     | Bayern              | eingetreten am 2. März 1948                                                     |
| Irmgard Enderle               | 1895 | SPD     | Nordrhein-Westfalen |                                                                                 |
| Hermann A. Eplée              | 1908 | CDU     | Niedersachsen       |                                                                                 |
| August-Martin Euler           | 1908 | FDP     | Hessen              |                                                                                 |
| Heinrich Fassbender           | 1899 | FDP     | Hessen              |                                                                                 |
| Fritz Flörl                   | 1883 | CSU     | Bayern              |                                                                                 |
| Kurt Wilhelm Fromm            | 1888 | CSU     | Bayern              |                                                                                 |
| Albrecht Gehring              | 1898 | CDU     | Nordrhein-Westfalen |                                                                                 |
| Bernhard Günther              | 1906 | CDU     | Nordrhein-Westfalen |                                                                                 |
| Alex Haffner                  | 1883 | CDU     | Württemberg-Baden   | ausgeschieden am 6. Dezember 1948                                               |
| Hermann Heimerich             | 1885 | SPD     | Württemberg-Baden   |                                                                                 |
| Franz Heinen                  | 1887 | SPD     | Nordrhein-Westfalen |                                                                                 |
| Heinrich Hemsath              | 1902 | SPD     | Nordrhein-Westfalen |                                                                                 |
| Günther Henle                 | 1899 | CDU     | Nordrhein-Westfalen |                                                                                 |
| Hermann Herberts              | 1900 | SPD     | Nordrhein-Westfalen |                                                                                 |
| Andreas Hermes                | 1878 | CDU     | Nordrhein-Westfalen |                                                                                 |
| Gerhard van Heukelum          | 1890 | SPD     | Bremen              | ausgeschieden am 3. Juni 1948                                                   |
| Franz Hewusch                 | 1912 | SPD     | Niedersachsen       |                                                                                 |
| Walter Hölkeskamp             | 1912 | SPD     | Nordrhein-Westfalen |                                                                                 |
| Heinrich Hohl                 | 1900 | CDU     | Hessen              |                                                                                 |
| Friedrich Holzapfel           | 1900 | CDU     | Nordrhein-Westfalen |                                                                                 |
| Matthias Hoogen               | 1904 | Zentrum | Nordrhein-Westfalen | eingetreten am 21. April 1948, ab 19. Februar 1949 CDU                          |
| Peter Horn                    | 1891 | CDU     | Hessen              |                                                                                 |
| Josef Jakob                   | 1896 | Zentrum | Nordrhein-Westfalen | ab 3. März 1949 CDU                                                             |
| Hugo Karpf                    | 1895 | CSU     | Bayern              |                                                                                 |
| Theophil Heinrich Kaufmann    | 1888 | CDU     | Württemberg-Baden   |                                                                                 |
| Max Detlef Ketels             | 1889 | CDU     | Hamburg             |                                                                                 |
| Wilhelm Kiesel                | 1893 | SPD     | Niedersachsen       |                                                                                 |
| Anton Köhler                  | 1888 | SPD     | Bayern              |                                                                                 |
| Erich Köhler                  | 1892 | CDU     | Hessen              |                                                                                 |
| Lisa Korspeter                | 1900 | SPD     | Niedersachsen       |                                                                                 |
| Alfred Krämer                 | 1880 | FDP     | Württemberg-Baden   |                                                                                 |
| Anni Krahnstöver              | 1904 | SPD     | Schleswig-Holstein  |                                                                                 |
| Gerhard Kreyssig              | 1899 | SPD     | Bayern              |                                                                                 |
| Herbert Kriedemann            | 1903 | SPD     | Niedersachsen       |                                                                                 |
| Alfred Kroth                  | 1912 | KPD     | Bayern              |                                                                                 |
| Erich Kühne                   | 1911 | WAV     | Bayern              |                                                                                 |
| Christian Kuhlemann           | 1891 | DP      | Niedersachsen       |                                                                                 |
| Thusnelda Lang-Brumann        | 1880 | CSU     | Bayern              |                                                                                 |
| Bruno Leddin                  | 1898 | SPD     | Niedersachsen       |                                                                                 |
| Alfons Loibl                  | 1882 | CSU     | Bayern              | ausgeschieden am 31. Januar 1949                                                |
| Willi Lücker                  | 1892 | SPD     | Niedersachsen       |                                                                                 |
| Wilhelm Mellies               | 1899 | SPD     | Nordrhein-Westfalen |                                                                                 |
| Heinz Meyer                   | 1897 | SPD     | Bremen              |                                                                                 |
| Karl Mommer                   | 1910 | SPD     | Württemberg-Baden   |                                                                                 |
| Hans Mühlenfeld               | 1901 | DP      | Niedersachsen       |                                                                                 |
| Kurt Müller                   | 1903 | KPD     | Nordrhein-Westfalen |                                                                                 |
| Wilhelm Naegel                | 1904 | CDU     | Niedersachsen       |                                                                                 |
| Heinrich Niebes               | 1890 | KPD     | Nordrhein-Westfalen |                                                                                 |
| Maria Niggemeyer              | 1888 | CDU     | Nordrhein-Westfalen |                                                                                 |
| Fritz Oellers                 | 1903 | FDP     | Nordrhein-Westfalen |                                                                                 |
| Paul Otto                     | 1903 | CDU     | Niedersachsen       |                                                                                 |
| Robert Pferdmenges            | 1880 | CDU     | Nordrhein-Westfalen |                                                                                 |
| Karl Quilling                 | 1896 | WAV     | Bayern              | ab 1. Oktober 1948 parteilos, FDP ab 22. April 1949, ab 10. Juli 1949 parteilos |
| Ernst Rattenhuber             | 1887 | CSU     | Bayern              | eingetreten am 15. Februar 1949                                                 |
| Max Reimann                   | 1898 | KPD     | Nordrhein-Westfalen |                                                                                 |
| Adam Remmele                  | 1877 | SPD     | Hamburg             |                                                                                 |
| Georg Reuter                  | 1902 | SPD     | Bayern              |                                                                                 |
| Willi Richter                 | 1894 | SPD     | Hessen              |                                                                                 |
| Friedrich Rische              | 1914 | KPD     | Nordrhein-Westfalen | eingetreten am 8. Juli 1948                                                     |
| Fritz Rupprecht               | 1897 | SPD     | Bayern              |                                                                                 |
| Peter Schlack                 | 1875 | CDU     | Nordrhein-Westfalen |                                                                                 |
| Hanno Schmidt                 | 1893 | CDU     | Schleswig-Holstein  | eingetreten am 2. März 1948, ausgeschieden am 3. November 1948                  |
| Joachim Schöne                | 1906 | SPD     | Niedersachsen       |                                                                                 |
| Erwin Schoettle               | 1899 | SPD     | Württemberg-Baden   |                                                                                 |
| Hans Schütz                   | 1901 | CSU     | Bayern              |                                                                                 |
| Karl Schulze                  | 1900 | SPD     | Schleswig-Holstein  |                                                                                 |
| Emil Schwamberger             | 1882 | FDP     | Württemberg-Baden   |                                                                                 |
| Otto Seeling                  | 1891 | CSU     | Bayern              | ausgeschieden am 29. Juli 1948                                                  |
| Walter Seuffert               | 1907 | SPD     | Bayern              |                                                                                 |
| Walter Siara                  | 1899 | CDU     | Hessen              |                                                                                 |
| Fritz Sperling                | 1911 | KPD     | Bayern              |                                                                                 |
| Carl Spiecker                 | 1888 | Zentrum | Nordrhein-Westfalen | ausgeschieden am 6. April 1948                                                  |
| Anton Storch                  | 1892 | CDU     | Niedersachsen       | ausgeschieden am 23. Oktober 1948                                               |
| Wilhelm Strahringer           | 1898 | SPD     | Hessen              |                                                                                 |
| Franz Josef Strauß            | 1915 | CSU     | Bayern              |                                                                                 |
| Fritz Stricker                | 1897 | Zentrum | Nordrhein-Westfalen | verstorben am 9. Juli 1949                                                      |
| Heinrich Strunk               | 1883 | CDU     | Nordrhein-Westfalen |                                                                                 |
| Detlef Struve                 | 1903 | CDU     | Schleswig-Holstein  |                                                                                 |
| Rudolf Vogel                  | 1906 | CDU     | Württemberg-Baden   | eingetreten am 14. Dezember 1948                                                |
| Otto Voß                      | 1902 | SPD     | Schleswig-Holstein  |                                                                                 |
| Otto Weinkamm                 | 1902 | CSU     | Bayern              |                                                                                 |
| Hans Wellhausen               | 1894 | FDP     | Bayern              |                                                                                 |
| Bernhard Winkelheide          | 1908 | CDU     | Nordrhein-Westfalen |                                                                                 |
| Robert Wohlers                | 1889 | SPD     | Schleswig-Holstein  |                                                                                 |
| Christoph Heinrich Wolf       | 1892 | CDU     | Nordrhein-Westfalen |                                                                                 |
| Heinrich Zimmermann           | 1893 | DP      | Niedersachsen       | eingetreten am 18. Februar 1949                                                 |
| Max Zwicknagl                 | 1900 | CSU     | Bayern              |                                                                                 |